# Ковтаюча акула карликова
Ковтаюча акула карликова (Centrophorus atromarginatus) — акула з роду Ковтаюча акула родини Ковтаючі акули. Інша назва «чорноплавцевий мулоковт».

## Опис
Загальна довжина досягає 87 см. Самиці більші за самців. Голова середньої довжини, широка, конічна. Ніс короткий, загострений. Очі великі. У неї 5 пар зябрових щілин. Рот помірно довгий, зігнутий дугою. Зуби дрібні, мають маленькі бокові зубчики-верхівки. Тулуб стрункий. Грудні та черевні плавці невеликі. Мають 2 однакові спинні плавці. Передній плавець значно більше за другий. На передньому краю спинних плавців розташовано гострий шип. Анальний плавець відсутній. Хвостовий плавець широкий, нижня лопать не розвинена.
Забарвлення сіро-сталеве, іноді з коричневим відливом. Очі мають зеленуватий колір райдужної оболонки. У дорослих особин кінчики та задні крайки спинних плавців темні, майже чорні. За це отримала іншу назву. Черево попільного тону.

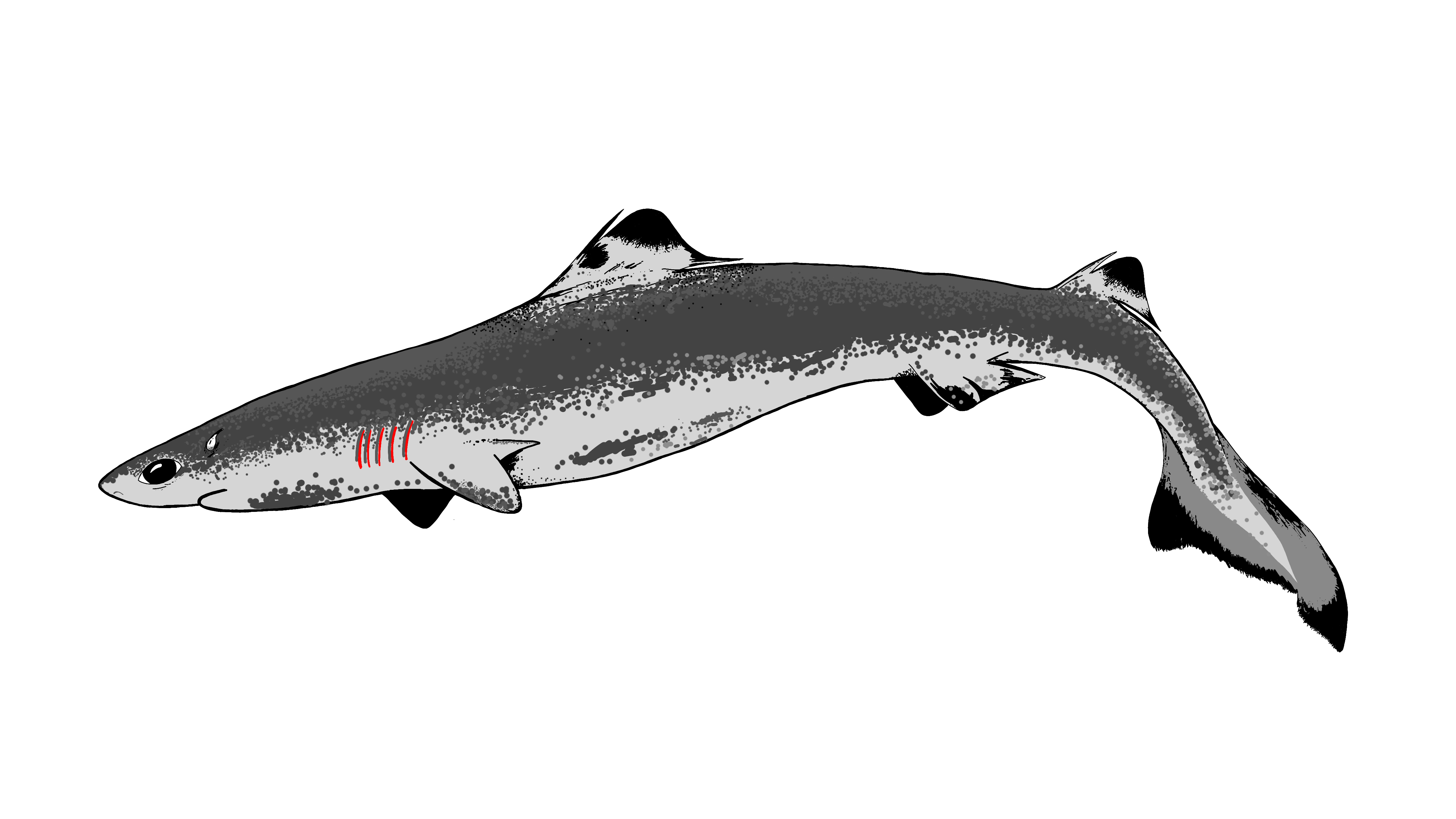
Ілюстрація Centrophorus atromarginatus

## Спосіб життя
Тримається на глибинах 150—450 м. Доволі активна акула, здатна робити ривки під час полювання. Живиться невеликими костистими та хрящовими рибами, головоногими молюсками.
Статева зрілість у самців настає при розмірі 55-58 см, самиць — 72 см. Це яйцеживородна акула. Самиця народжує 1 дитинча розміром 28-42 см.

## Розповсюдження
Мешкає в окремих ареалах біля Японії, островів Рюкю, Тайваню, північного узбережжя о. Нова Гвінея, південної Індії, о. Шрі-Ланка, Сомалі, Аденській затоці.